# Освајачи олимпијских медаља у брзом клизању на кратким стазама
Брзо клизање на кратким стазама на Зимским олимпијским играма дебитовао је 1992. на играма у Албертвилу. Следећа листа презентује све освајаче златних, сребрних и бронзаних медаља на Олимпијским играма у брзом клизању.

## Мушкарци

### 500 м
| Игре                 |                           |                              |                                 |
| 1994. Лилехамер      | Чае Ји Хон · Јужна Кореја | Мирко Вуилермин · Италија    | Ники Гуч · Уједињено Краљевство |
| 1998. Нагано         | Такафуми Нишитани · Јапан | Ан Јулонг · Кина             | Хитоши Уемацу · Јапан           |
| 2002. Солт Лејк Сити | Марк Генгон · Канада      | Џонатан Жилмет · Канада      | Расти Смит · САД                |
| 2006. Торино         | Аполо Антон Оно · САД     | Франсоа-Луи Трамбле · Канада | Ан Хјон Су · Јужна Кореја       |
| 2010. Ванкувер       | Шарл Амлен · Канада       | Сон Си Бек · Јужна Кореја    | Франсоа-Луи Трамбле · Канада    |
| 2014. Сочи           | Виктор Ан · Русија        | Ву Дађинг · Кина             | Шарл Курнуаје · Канада          |
| 2018. Пјонгчанг      | Ву Дађинг · Кина          | Хван Де-Хон · Јужна Кореја   | Лим Хјо-Џун · Јужна Кореја      |

### 1.000 м
| Игре                 |                              |                            |                          |
| 1992. Албертвил      | Ким Ки Хун · Јужна Кореја    | Фредерик Блекбрн · Канада  | Ли Јун Хо · Јужна Кореја |
| 1994. Лилехамер      | Ким Ки Хун · Јужна Кореја    | Чае Ји Хон · Јужна Кореја  | Марк Генгон · Канада     |
| 1998. Нагано         | Ким Донг Сунг · Јужна Кореја | Ли Ђианђун · Кина          | Ерик Бедар · Канада      |
| 2002. Солт Лејк Сити | Стивен Бредбери · Аустралија | Аполо Антон Оно · САД      | Метју Туркот · Канада    |
| 2006. Торино         | Ан Хјон Су · Јужна Кореја    | Ли Хо Сок · Јужна Кореја   | Аполо Антон Оно · САД    |
| 2010. Ванкувер       | Ли Ђунг Су · Јужна Кореја    | Ли Хо Сок · Јужна Кореја   | Аполо Антон Оно · САД    |
| 2014. Сочи           | Виктор Ан · Русија           | Владимир Григорев · Русија | Шинки Кнект · Холандија  |
| 2018. Пјонгчанг      | Самуел Жирар · Канада        | Џон-Хенри Кругер · САД     | Со И-Ра · Јужна Кореја   |

### 1.500 м
| Игре                 |                            |                          |                         |
| 2002. Солт Лејк Сити | Аполо Антон Оно · САД      | Ли Ђианђун · Кина        | Марк Генгон · Канада    |
| 2006. Торино         | Ан Хјон Су · Јужна Кореја  | Ли Хо Сок · Јужна Кореја | Ли Ђианђун · Кина       |
| 2010. Ванкувер       | Ли Ђунг Су · Јужна Кореја  | Аполо Антон Оно · САД    | Џон Роберт Селски · САД |
| 2014. Сочи           | Шарл Амлен · Канада        | Хан Цјанјун · Кина       | Виктор Ан · Русија      |
| 2018. Пјонгчанг      | Лим Хјо-Џун · Јужна Кореја | Шинки Кнект · Холандија  | Семјон Јелистратов ОСР  |

### Штафета 5000 м
| Игре                 |                                                                                         |                                                                                                   |                                                                                        |
| 1992. Албервил       | Јужна Кореја · Ким Ки-Хун · Ли Џун-Хо · Мо Џи-Су · Сон Џе-Гин                           | Канада · Фредерик Блекберн · Лоран Дено · Мишел Дено · Силвјен Ганон · Марк Леки                  | Јапан · Јуичи Акасака · Тацујоши Ишихара · Тошинобу Кавај · Цутому Кавасаки            |
| 1994. Лилехамер      | Италија · Маурицио Карнино · Орацио Фагоне · Хуго Хернхоф · Мирко Вуилермин             | САД · Ренди Барц · Џон Којл · Ерик Флејм · Ендру Гејбел                                           | Аустралија · Стивен Бредбери · Кијеран Хансен · Ендру Морта · Ричард Низијелски        |
| 1998. Нагано         | Канада · Ерик Бедар · Дерик Кемпбел · Франсуа Дроле · Марк Генгон                       | Јужна Кореја · Че Џи-Хун · Ли Џун-Хван · Ли Хо-Ин · Ким Дон-Сон                                   | Кина · Ли Жиажун · Фенг Гаи · Јуен Је · Ан Јилуонг                                     |
| 2002. Солт Лејк Сити | Канада · Ерик Бедар · Марк Генгон · Жонатан Гијмет · Франсуа-Луи Трамбле · Метју Туркот | Италија · Микеле Антоњоли · Маурицио Карнино · Фабио Карта · Никола Франческина · Никола Родигари | Кина · Ан Јилуонг · Фенг Гаи · Гуо Веи · Ли Жиажун · Ли Је                             |
| 2006. Торино         | Јужна Кореја · Ан Хјон Су · Ли Хо-Сок · О Се-Џон · Со Хо-Џин · Сон Сок-Ву               | Канада · Ерик Бедар · Жонатан Гијмет · Шарл Амлен · Франсуа-Луи Трамбле · Метју Туркот            | САД · Алекс Изиковски · Џон Пол Кепка · Аполо Антон Оно · Расти Смит                   |
| 2010. Ванкувер       | Канада · Шарл Амлен · Франсуа Амлен · Оливје Жан · Франсуа-Луи Трамбле · Гијом Бастиљ   | Јужна Кореја · Квак Јун-Ги · Ли Хо-Сок · Ли Џон-Су · Сон Си-Бек · Ким Сон-Ил                      | САД · Џон Роберт Селски · Трејвис Џејнер · Џордан Мелоун · Аполо Антон Оно · Сајмон Чо |
| 2014. Сочи           | Русија · Виктор Ан · Семјон Јелистратов · Владимир Григорјв · Руслан Захаров            | САД · Еди Алварез · Џон Роберт Селски · Кристофер Кревелинг · Џордан Мелоун                       | Кина · Чен Дећуен · Хан Тјенју · Ши Ђингнан · Ву Дађинг                                |
| 2018. Пјонгчанг      | Мађарска · Шаонг Љу · Шаолин Шандор Љу · Виктор Кнох · Чаба Бурјан                      | Кина · Ву Дађинг · Хан Тјенју · Сју Хунгџи · Чен Дећуен · Жен Цивеј                               | Канада · Самуел Жирар · Шарл Амлен · Шарл Курнуаје · Паскал Дион                       |

## Жене

### 500 м
| Игре                 |                           |                               |                              |
| 1992. Албертвил      | Кејти Тарнер · САД        | Ли Јан · Кина                 | Хван Оксиљ · Северна Кореја  |
| 1994. Лилехамер      | Кејти Тарнер · САД        | Жанг Јанмеи · Кина            | Ејми Петерсон · САД          |
| 1998. Нагано         | Ени Перо · Канада         | Јанг Јанг (С) · Кина          | Чун Ли Кјунг · Јужна Кореја  |
| 2002. Солт Лејк Сити | Јанг Јанг (А) · Кина      | Евгенија Раданова · Бугарска  | Ванг Чунлу · Кина            |
| 2006. Торино         | Ванг Менг · Кина          | Евгенија Раданова · Бугарска  | Аноук Лебланк-Бушер · Канада |
| 2010. Ванкувер       | Ванг Менг · Кина          | Мариана Сен-Желе · Канада     | Аријана Фонтана · Италија    |
| 2014. Сочи           | Ли Цианжоу · Кина         | Аријана Фонтана · Италија     | Пак Син Хи · Јужна Кореја    |
| 2018. Пјонгчанг      | Аријана Фонтана · Италија | Јара ван Керкхофа · Холандија | Ким Бутен · Канада           |

### 1.000 м
| Игре                 |                             |                           |                             |
| 1994. Лилехамер      | Чун Ли Кјунг · Јужна Кореја | Натали Ламбер · Канада    | Ким Со Хи · Јужна Кореја    |
| 1998. Нагано         | Чун Ли Кјунг · Јужна Кореја | Јанг Јанг (С) · Кина      | Вон Хе Кјунг · Јужна Кореја |
| 2002. Солт Лејк Сити | Јанг Јанг (А) · Кина        | Ко Ђи Хјун · Јужна Кореја | Јанг Јанг (С) · Кина        |
| 2006. Торино         | Ћин Сон Ју · Јужна Кореја   | Ванг Менг · Кина          | Јанг Јанг (А) · Кина        |
| 2010. Ванкувер       | Ванг Менг · Кина            | Кетрин Ројтер · САД       | Пак Син Хи · Јужна Кореја   |
| 2014. Сочи           | Пак Син Хи · Јужна Кореја   | Фан Кесин · Кина          | Сим Сок Хи · Јужна Кореја   |
| 2018. Пјонгчанг      | Сузане Схултинг · Холандија | Ким Бутен · Канада        | Аријана Фонтана · Италија   |

### 1.500 м
| Игре                 |                            |                            |                              |
| 2002. Солт Лејк Сити | Ко Ђи Хјун · Јужна Кореја  | Чве Ин Кјон · Јужна Кореја | Евгенија Раданова · Бугарска |
| 2006. Торино         | Ћин Сон Ју · Јужна Кореја  | Чве Ин Кјон · Јужна Кореја | Ванг Менг · Кина             |
| 2010. Ванкувер       | Џоу Јанг · Кина            | Ли Ун-Бјул · Јужна Кореја  | Пак Син Хи · Јужна Кореја    |
| 2014. Сочи           | Џоу Јанг · Кина            | Сим Сок Хи · Јужна Кореја  | Аријана Фонтана · Италија    |
| 2018. Пјонгчанг      | Чве Мин-Џон · Јужна Кореја | Ли Ђинју · Кина            | Ким Бутен · Канада           |